# Vladislav Kondratov
Vladislav Kondratov (en russe : Владислав Юрьевич Кондратов), né le 16 septembre 1971, à Moscou, en République socialiste fédérative soviétique de Russie, est un ancien joueur de basket-ball russe. Il évolue au poste d'ailier fort

## Palmarès
- Finaliste du championnat d'Europe 1993
- Coupe de Russie 2000